# Gaio Antistio Regino
Gaio Antistio Regino (latino: Gaius Antistius Reginus; fl. 53–51 a.C.) è stato un generale della Repubblica romano.

## Biografia
Le scarse informazioni su Regino riportano che fu certamente in Gallia al tempo della sua conquista negli anni 53, 52 e 51 a.C. nel ruolo di legatus legionis della legione XI, sotto il comando di Gaio Giulio Cesare.

### Fonti primarie
- Cesare, De bello Gallico, VI, 1,1; VII, 83,3; VII, 90, 6.